# 克洛弗代爾 (密西西比州)
克洛弗代爾（英語：Cloverdale）是位於美國密西西比州亞當斯縣的普查規定居民點。

## 人口
根據2020年美國人口普查的數據，克洛弗代爾的面積為2.95平方千米，皆為陸地。當地共有人口557人，而人口密度為每平方千米188.81人。